# كوبوا (أسطورة)
کوبوا (بالإنجليزية: Kupua)‏ مجموعة من المخادعين الأبطال في الميثولوجيا البولينيزية. من هؤلاء مثلا ماوي Maui الشعبي وايوا اللص والساحر أونو وصياد الفئران بيكوي.